# Pyrura rovníkový
Pyrura rovníkový (Pyrrhura orcesi) je ohrožený papoušek z rodu pyrura. Pyrura rovníkový byl objeven teprve v roce 1980. Je ohrožen extrémním odlesňováním a ničením původních stanovišť.

## Popis
Pyrura rovníkový dorůstá délky asi 22 cm a váží 73 gramů. je převážně zeleně zbarvený, samci mají červené čelo. Oblast okolo očí je bílá. Okraje křídel a konec ocasu jsou červeně zbarveny. Na vnějších okrajích křídel je namodralé zbarvení.